# IV. Ferenc modenai herceg
IV. Ferenc (teljes születési nevén Ferenc József Károly Ambrus Szaniszló; Milánó, Milánói Hercegség, 1779. október 6. – Modena, Modenai és Reggiói Hercegség, 1846. január 21.), a Habsburg–Lotaringiai-ház estei ágából származó osztrák főherceg, aki a bécsi kongresszust követően 1814-től Modena és Reggio uralkodó hercege, majd édesanyja 1829-es halálát követően megörökölte Massa és Carrara Hercegségét is.
A herceg volt Ferdinánd Károly főherceg és Modenai Mária Beatrix legidősebb fia, Mária Ludovika császárné testvére. A napóleoni háborúkat lezáró és az új határokat is kijelölő bécsi kongresszus értelmében, Ferenc, 1814 júliusában megkapta édesanya apai örökségét, Modena és Reggio Hercegségét. Több mint harmincegy éves regnálása alatt megvetett minden liberális és alkotmányos reformot, az abszolutizmus rendíthetetlen híve maradt. Látva az 1830-as francia forradalmat, Ferenc államrendi hatóságán keresztül levert minden mozgalmi szerveződést, a hercegségben lévő sajtócenzúra pedig még a külföldi kormányok liberális intézkedéseit is erősen szidalmazta – emiatt megszűnt a diplomáciai kapcsolat országa és Nagy-Britannia között.
Ferenc 1812-ben kötött házasságot Savoyai Mária Beatrixszel, akit a brit jakobiták a Stuartok leszármazottjaként Nagy-Britannia Egyesült Királyságának királynőjeként ismertek el. Házasságából négy gyermek született, köztük címének örököse, V. Ferenc is. Leányai trónkövetelők feleségei lettek: Mária Terézia Henri d’Artois címzetes francia, míg Mária Beatrix Don Juan Carlos de Borbón, címzetes spanyol királyé.

## Élete

### Származása, testvérei

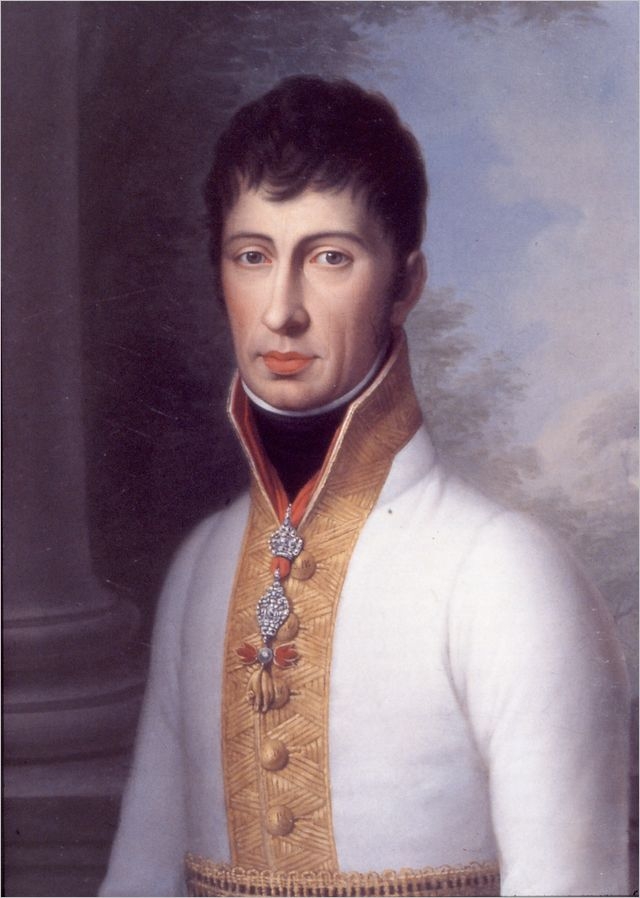
Ferenc József Károly főherceg

Ferenc József Károly főherceg 1779-ben született Milánóban, Lombardia tartomány fővárosában. Édesapja Ferdinánd Károly Antal osztrák főherceg (1754–1806) volt, I. (Lotaringiai) Ferenc német-római császár és Mária Terézia császárné fia, Lombardia főkormányzója, II. József császár öccse.
Édesanyja Estei Mária Beatrix modenai hercegnő (Principessa Maria Beatrice Ricciarda d'Este, duchessa di Modena, 1750–1829) volt, III. Herkules Regináld (Ercole III. Rinaldo d’Este) hercegnek, Modena és Reggio Hercegség trónörökösének, 1780-tól III. Herkules néven Modena utolsó Este-házi uralkodó hercegének és a Cybo–Malaspina családból származó Mária Terézia hercegnőnek (1725–1790), 1731 óta Massa és Carrara Hercegség uralkodó hercegnőjének egyetlen élő leánya, az Este-ház utolsó tagja, és a Este hercegi birtokok örököse.
A szülők 1771-ben kötött házasságukkal megalapították a Habsburg–Lotaringiai-ház Este–Modenai mellékágát Haus von Österreich-Este). 10 gyermekük született, heten érték meg a felnőttkort. Ferenc József Károly volt a negyedik, a fiúk közt a legidősebb.
- József Ferenc főherceg (*/† 1772), születésekor meghalt.
- Mária Terézia Johanna főhercegnő (1773–1832), aki I. Viktor Emánuel szárd–piemonti királyhoz ment feleségül.
- Jozefina főhercegnő (1775–1776), kisgyermekként meghalt.
- Mária Leopoldina főhercegnő (1776–1848), aki Károly Tivadar (Theodor) pfalzi és bajor választófejedelemhez, majd Ludwig von Arco grófhoz ment feleségül.
- Ferenc József Károly főherceg (1779–1846), IV. Ferenc néven Modena uralkodó hercege.
- Ferdinánd Károly József főherceg (1781–1850) császári tábornagy, Galícia császári főkormányzója.
- Miksa József főherceg (1782–1863) tüzértábornok, erődítési szakértő, 1835–63-ig a Német Lovagrend 56. Nagymestere.
- Mária Antónia főhercegnő (1784–1786), kisgyermekkorban meghalt.
- Károly Ambrus főherceg (1785–1809) magyar hercegprímás, 1808-tól esztergomi érsek.
- Mária Ludovika Beatrix főhercegnő (1787–1816), aki I. Ferenc osztrák császár harmadik felesége lett.

### Hosszú útja a hercegi trónig
A francia forradalom során Napóleon Bonaparte tábornok csapatai 1796-ban bevonultak Milánóba, letették Estei III. Herkules herceget, Ferenc főherceg nagyapját. A modenai és a reggio-i hercegségeket a franciák által kreált Ciszpadániai Köztársasághoz csatolták, amelyet a következő évben a Ciszalpin Köztársaságba olvasztottak. A hercegi család Ausztriába menekült. Ferenc főherceg szülei egy ideig Triesztben és Brünnben éltek, majd anyja, Mária Beatrix a kisebb gyermekekkel Bécsújhelyre, Ferdinánd Károly főherceg pedig idősebb fiaival, köztük Ferenc főherceggel Bécsbe, a Belvedere kastélyba költözött. Ferenc főherceg az osztrák birodalmi haderőben táborszernagyi rangot viselt. Nagykorúvá válva az Aranygyapjas rend lovagjává fogadták.
1801-ben lunéville-i békeszerződés a hercegi családnak a németországi Breisgau és Ortenau hercegségeket adta kárpótlásul elveszített birtokaikért. 1803-ban elhunyt Ferenc főherceg nagyapja, III. Herkules modenai herceg, az Este-család utolsó férfi tagja. Modena és Reggio Hercegségét – a száli törvény értelmében – leányának férje, Ferdinánd Károly főherceg, Ferenc főherceg apja örökölte. A két hercegség azonban francia megszállás alatt állt, és Ferdinánd Károly főherceg azonban 1806-ban meghalt anélkül, hogy örökségét elfoglalhatta volna. Ugyanebben az évben Ferenc főherceg anyjának, Mária Beatrix hercegnőnek saját anyai örökségét, Massa és Carrara Hercegségeket névlegesen is a Francia Császársághoz csatolták, Lucca és Piombino Hercegség néven, ennek kormányzója Napóleon császár nővére, Élisa Bonaparte lett.
1814-ben, a Napóleon bukása után összeülő bécsi kongresszus döntése értelmében Mária Beatrix hercegnő visszakapta az anyai örökségét képező két hercegséget. Az apai örökséget, Modena és Reggio Hercegségeket Mária Beatrix legidősebb fia, Ferenc főherceg vehette birtokba. 1815-ben IV. Ferenc néven elfoglalta a modenai hercegi trónt.

### Az abszolút hatalmú zsarnok
Trónra lépésekor IV. Ferenc herceg 35 éves volt. 17 éves kora élt száműzetésben. Engesztelhetetlenül meggyűlölte a forradalmi mozgalmakat. Nem tűrt meg semmiféle demokratikus politikai mozgást. Minden ilyesmit összeesküvésnek, békebontásra és lázadásra való felbujtásnak tartott. Kemény kézzel fojtott el minden liberális törekvést. A jezsuiták, akiknek Ferenc korlátlan hatalmat és szabad kezet adott, elsősorban az ifjúság nevelésében és oktatásában, feltétel nélkül támogatták az uralkodó zsarnoki hatalomra törését. A jezsuiták úgy tekintették, hogy az uralkodó abszolút hatalmának eszméje azonos Isten és az egyedül üdvözítő Egyház eszméjével. Ferenc herceg, az egyház támogatásával már trónra lépésétől kezdve könyörtelenül üldözte a karbonári mozgalmat. 1820-ban a rubierai (Reggio Emilia) állami bíróság 47 embert vádolt meg a karbonári mozgalomban való részvétellel, valamennyiüket halálra ítélték.
1829-ben elhunyt az édesanyja, Mária Beatrix hercegnő. IV. Ferdinánd ekkor saját koronája alatt egyesítette anyja birtokait, Massa és Carrara Hercegségeit, és bekebelezte őket Modena és Reggio Hercegségébe.
Franciaországban az 1830. júliusi forradalom során elűzték a Bourbon-házi X. Károly királyt, a legitim uralkodót. Az események rémülettel töltötték el IV. Ferencet. Nem ismerte el törvényesnek az új francia „polgárkirályt”, Orléans-i Lajos Fülöpöt, sem a létrejött alkotmányos monarchiát. Támogatta Don Carlos spanyol infánsnak (Carlos Maria Isidro de Borbón) trónigényét a spanyol királyi trón iránt, és saját udvarában menedéket adott I. Mihály portugál királynak (1802–1866), akit 1834-ben elűztek országából, és haláláig trónkövetelőként élt, Dom Miguel néven.
1831-ben egy Ciro Menotti nevű modenai polgárt az államrend erőszakos megdöntésére irányuló összeesküvés kísérletével vádoltak meg. Halálra ítélték és felakasztották. Történetét egy garibaldista katonatiszt, Taddeo Gaddi megírta és 1880-ban könyvben is kiadta, Ciro Menotti e i suoi compagni címmel. A herceg rendőrsége több készülő felkelést hiúsított meg, a résztvevőket bebörtönözték. Egy alkalommal a több városban egyidejűleg kirobbant elégedetlenség miatt Ferencnek Bécsből kellett segítséget kérnie. Miután a kormányerők úrrá lettek a helyzeten, a herceg hazatért, és minden elfogott gyanúsítottat halálra vagy gályarabságra ítélt. Az állam sajtója nyíltan szidalmazta a külföldi kormányok liberalizmusát. A brit kormány helyreigazítási kérelmét Ferenc visszautasította, emiatt Nagy-Britannia megszakította országával a diplomáciai kapcsolatokat.
IV. Ferenc 1846. január 21-én hunyt el Modenában. Trónját fia örökölte, V. Ferenc néven.

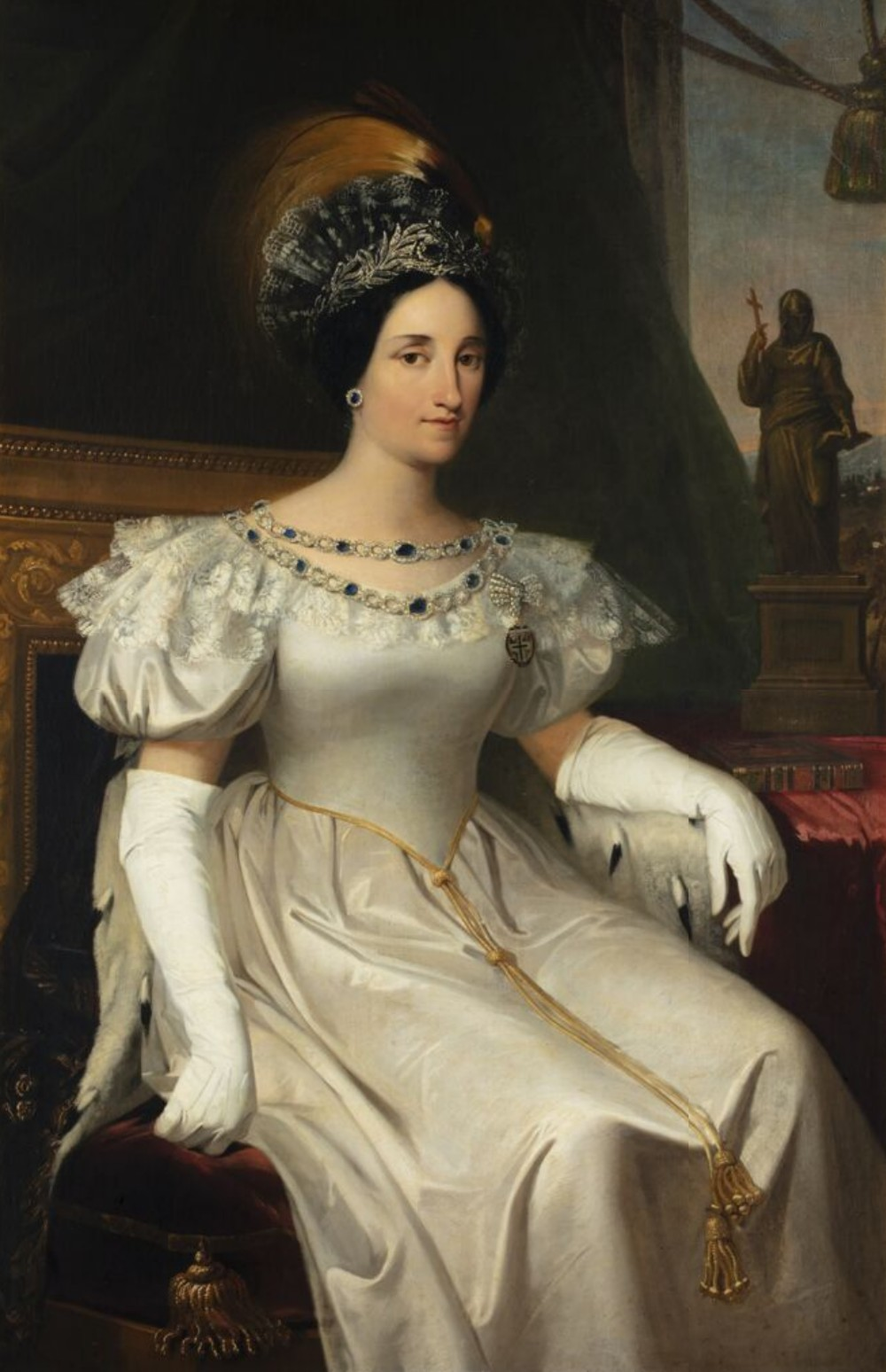
Savoyai Mária Beatrix szárd királyi hercegnő

## Házassága, utódai
IV. Ferenc modenai herceg 1812. június 20-án feleségül vette Savoyai Mária Beatrix szárd királyi hercegnőt (1792–1840), I. Viktor Emánuel szárdkirály leányát. Az esküvőt a cagliari székesegyházban tartották. Négy gyermekük született, címük szerint Habsburg–Estei főhercegek és főhercegnők). Leányai királyi hercegekhez mentek férjhez, akik a későbbi forradalmi események nyomán trónkövetelőkké váltak. 
- Mária Terézia főhercegnő (1817–1886), aki az utolsó francia Bourbon királyi herceghez, Henri d’Artois-hoz, Chambord grófjához (1820–1883), a későbbi francia trónkövetelőhöz ment feleségül.
- Ferenc Ferdinánd Geminianus főherceg (1819–1875), aki Adelgunda Auguszta Sarolta bajor királyi hercegnőt (1823–1914), I. Lajos bajor király leányát vette feleségül, és V. Ferenc néven Modena uralkodó hercege lett
- Ferdinánd Károly Viktor főherceg (1821–1849), aki Erzsébet Franciska Mária osztrák főhercegnőt (1831–1903), József nádor leányát vette feleségül.
- Mária Beatrix főhercegnő (1824–1906), aki Juan Carlos de Borbón y Bragança spanyol királyi herceghez (1822–1887), Montizón grófjához, a későbbi karlista trónkövetelőhöz ment feleségül.